# Waering
Waering ist ein germanischer Familienname, abgeleitet von dem angelsächsischen Wæring und dem altnordischen Væringi, ein eingeschworener Weggefährte. Die Waräger heißen Væringer auf Dänisch und Norwegisch, und in Dänemark und Norwegen wird dieser Nachname Væring geschrieben, manchmal auch Wæring. Im deutschen sowie im schwedischen Sprachraum sieht man auch Wäring und, auf Schwedisch, sogar Väring.

## Namensträger
- Olaf Martin Peder Væring, (1837–1906), norwegischer Fotograf
- Trine-Lise Væring, dänische Jazzsängerin und Songwriterin
- Astrid Väring (1892–1978), schwedische Schriftstellerin
- Erik Norman Kjellesvig-Waering (1912–1979), US-amerikanischer Arachnologe und Paläontologe norwegischer Herkunft
- Jennie Waering, Stellvertretende Staatsanwältin der Vereinigten Staaten[7]